# NSB El 18

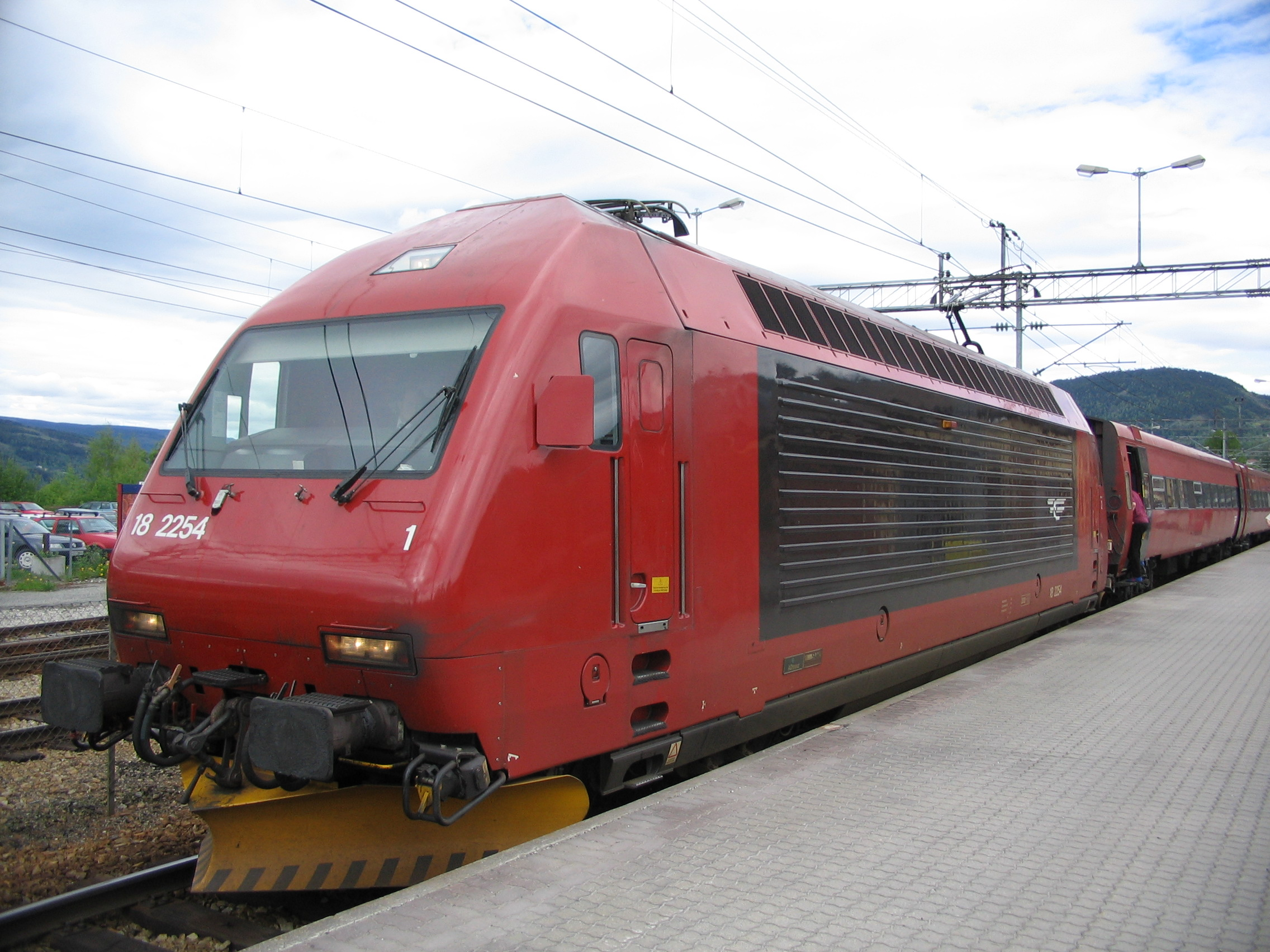
El 18 2254 am 5. Juni 2005 in Lillehammer

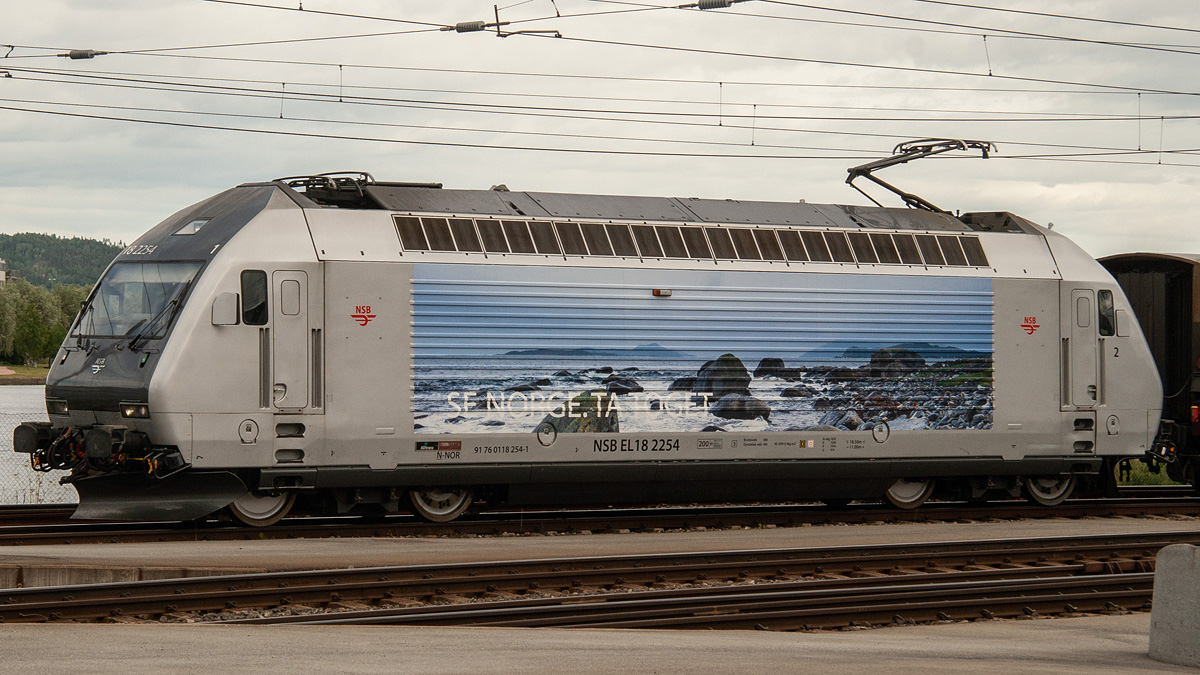
El 18 2254 in Drammen (2018)

Die El 18 sind elektrische Lokomotiven, die von Norges Statsbaner (NSB) für den Reisezugdienst beschafft wurden. 2016 wurden 17 Lokomotiven von Norske tog übernommen.

## Geschichte
Nach einer internationalen Ausschreibung durch die Norwegischen Staatsbahnen (NSB) erhielt im September 1994 ein Konsortium aus der Schweizerischen Lokomotiven- und Maschinenfabrik (SLM), der ABB Verkehrssysteme AG in Zürich und der ABB Strømmens Værksted in Norwegen den Auftrag für 22 neue Universallokomotiven. SLM und ABB hatten mit der Bauart Re 460 schon eine moderne und erfolgreiche Lokomotive entwickelt, die auch außerhalb der Schweiz Interesse weckte.
So kamen die Lokomotiven 460 055 und 066 der SBB vom 24. Januar 1994 bis 19. Juli 1994 nach Norwegen. Sie wurden in Güterzüge eingestellt und als Wagenlokomotiven durch Deutschland geschleppt. In Norwegen erhielten sie an beiden Fronten je einen Schneeräumer und versahen Regeldienste vor Güter- und Reisezügen. Angesichts des Triebfahrzeugmangels während der Olympischen Winterspiele im Februar 1994 wurden die beiden zusätzlichen Lokomotiven im Sonderzugdienst eingesetzt. Die 460 055 wurde mit dem Namen Lillehammer versehen, und die 460 066 heißt seit ihrem Einsatz in Norwegen Finse. Die ABB Verkehrssysteme AG hatte in der Klimakammer die Baureihe Re 460 auf ihre Kältetauglichkeit getestet.

## Konstruktion
Die El 18 weisen eine etwas geringere Leistung als die Lokomotiven der Baureihe Re 460 auf, haben dafür aber zusätzliche Einrichtungen für den Betrieb bei arktischen Temperaturen, wie sie in Norwegen vorkommen können. Der elektrische Teil entspricht im Wesentlichen den für die BLS gebauten Re 465.

### Besonderheiten
Die Lokomotiven sind für eine externe Speisung der Lokomotivheizanlage auf Ortsnetzbasis von 400 V mit 50 Hz eingerichtet. Deshalb ist eine Parkstellung mit gesenkten Stromabnehmern möglich.
Als Komforteinrichtung besitzen die Lokomotiven im klimatisierten Führerstand einen Kühlschrank und eine Herdplatte zum Kaffeekochen.
Eine bemerkenswerte Besonderheit stellt das Jagdgewehr dar, das früher auf norwegischen Lokomotiven, insbesondere in der Provinz Nordland, mitgeführt wurde, um im Fall eines Wildunfalls, insbesondere mit Rentieren und Elchen, verletzte Tiere schnell zu erlösen. Verschärfungen im Waffenrecht führten jedoch zu einem schrittweisen Rückgang dieser Praxis, was wiederum Kritik von Seiten des Tierschutzes nach sich zog.
Die Lokomotiven sind mit einer Löschanlage ausgerüstet.

## Einsatzgebiet
Obwohl die Maschinen als Universallokomotiven ausgelegt wurden, werden sie meist im höherwertigen Reisezugdienst eingesetzt. Dazu gehören Fernzüge mit konventionellem Wagenmaterial. Auf den Strecken Oslo–Kristiansand–Stavanger (Sørlandsbanen), Oslo–Bergen (Bergensbanen) sowie Oslo–Trondheim (Dovrebanen) ist ein Teil dieser Züge durch den Einsatz der Triebzüge des NSB Type 73 verdrängt worden. Jedoch sind die El 18 vor den Nachtzügen unverzichtbar. Außerdem werden im Berufsverkehr Züge auf den Strecken Oslo–Halden (Østfoldbanen) und Oslo–Skien (Vestfoldbanen) bespannt.
Seit 2015 werden El 18 auf der Flåmbahn als Ersatz für die El 17 eingesetzt. Während der Sommersaison werden die Züge mit je einer El 18 an jedem Ende bespannt, da keine Steuerwagen verfügbar sind.

## Unfälle
Lokomotiven der Baureihe El 18 waren schon in mehrere schwere Unfälle verwickelt. So musste bei den El 18 2253 und 2261 je ein Führerstand komplett ersetzt werden.